# هاياتو ناكامورا
هاياتو ناكامورا (باليابانية: 中村 隼) (مواليد 18 نوفمبر 1991)، هو لاعب كرة قدم ياباني سابق كان يلعب كحارس مرمى.

## وصلات خارجية
- هاياتو ناكامورا على موقع رابطة كرة القدم اليابانية للمحترفين (اليابانية)
- هاياتو ناكامورا على موقع قاعدة بيانات كرة القدم.إي يو (الإنجليزية)
- هاياتو ناكامورا على موقع Soccerway.com (الإنجليزية)
- هاياتو ناكامورا على موقع عالم كرة القدم.نت (الإنجليزية)
- هاياتو ناكامورا على موقع كووورة